# 24052 Nguyen
24052 Nguyen là một tiểu hành tinh vành đai chính với chu kỳ quỹ đạo là 1300.5568443 ngày (3.56 năm).
Nó được phát hiện ngày 4 tháng 10 năm 1999. Nó được đặt tên cho Thuy-Anh Nguyen, một giáo viên ở trường Challengerl tại Sunnyvale, California.